# Kanton Grez-en-Bouère
Der Kanton Grez-en-Bouère war von 1790 bis 2015 ein französischer Kanton im Arrondissement Château-Gontier, im Département Mayenne und in der Region Pays de la Loire; sein Hauptort war Grez-en-Bouère. Er war 212,43 km² groß und hatte (1999) 5930 Einwohner, was einer Bevölkerungsdichte von 28 Einwohnern pro km² entsprach. Im Mittel lag er 85 Meter über dem Meeresspiegel, zwischen 27 Meter in Bouessay und 122 Meter in Grez-en-Bouère.

## Gemeinden
Der Kanton bestand aus zwölf Gemeinden:
| Gemeinde               | Einwohner Jahr | Fläche km² | Bevölkerungsdichte | Code INSEE | Postleitzahl |
| ---------------------- | -------------- | ---------- | ------------------ | ---------- | ------------ |
| Ballée                 | 699 (2013)     | –          | – Einw./km²        | 53017      | 53340        |
| Beaumont-Pied-de-Bœuf  | 199 (2013)     | –          | – Einw./km²        | 53027      | 53290        |
| Bouère                 | 1.073 (2013)   | –          | – Einw./km²        | 53036      | 53290        |
| Bouessay               | 767 (2013)     | –          | – Einw./km²        | 53037      | 53290        |
| Le Buret               | 307 (2013)     | –          | – Einw./km²        | 53046      | 53170        |
| Grez-en-Bouère         | 1.004 (2013)   | –          | – Einw./km²        | 53110      | 53290        |
| Préaux                 | 167 (2013)     | –          | – Einw./km²        | 53184      | 53340        |
| Ruillé-Froid-Fonds     | 521 (2013)     | –          | – Einw./km²        | 53193      | 53170        |
| Saint-Brice            | 533 (2013)     | –          | – Einw./km²        | 53203      | 53290        |
| Saint-Charles-la-Forêt | 219 (2013)     | –          | – Einw./km²        | 53206      | 53170        |
| Saint-Loup-du-Dorat    | 357 (2013)     | –          | – Einw./km²        | 53233      | 53290        |
| Villiers-Charlemagne   | 1.086 (2013)   | –          | – Einw./km²        | 53273      | 53170        |

## Bevölkerungsentwicklung
| 1962  | 1968  | 1975  | 1982  | 1990  | 1999  | 2006  | 2012  |
| ----- | ----- | ----- | ----- | ----- | ----- | ----- | ----- |
| 5.775 | 6.293 | 5.639 | 5.536 | 5.507 | 5.930 | 6.616 | 6.916 |